# Come pioveva
Come pioveva è una canzone scritta e interpretata da Armando Gill e pubblicata nel 1918 su disco in gommalacca a 78 giri dalla Phonotype.

## Descrizione
Il brano è strutturato come un racconto con tanto di dialoghi tra i due protagonisti. Il testo descrive l’incontro casuale di due ex-amanti, che si incontrano prima in un portone al riparo dalla pioggia e poi su una carrozza che conduce i due ad un altro portone, dove la giovane protagonista si congeda con una lacrima di malinconia sul volto.
Nel 1974 Ettore Scola usa l’incipit della canzone per intitolare uno dei suoi film più famosi, C’eravamo tanto amati; l'anno successivo Piero Schivazappa intitolò un altro film con il quinto verso, Una sera c'incontrammo.

## Cover
- 1960: Corrado Lojacono nel singolo flexy-disc Come pioveva (The Red Record, N. 20051), allegato alla rivista Il Musichiere N° 62, 10 marzo [4]
- 1960: Luciano Virgili nell'album Canzoni del passato (La Voce del Padrone, QELP 8019)[5]
- 1962: Emilio Pericoli nel singolo a 45 giri Come pioveva/Fili d'oro (Dischi Ricordi, SRL 10255)[6]
- 1963: Ferruccio Tagliavini nell'album Le canzoni di papà (RCA Italiana, PSL 103556)[7]
- 1965: Milly nell'extended play Milly 1 (I Dischi del Sole, DS 48)[8]
- 1973: Mario Musella nel singolo a 45 giri Come pioveva/La notte sogno ancora te (BBB, BSB 0006)[9]
- 1973: Franca Mazzola, Nanni Svampa e Lino Patruno nell'album Addio tabarin (Durium, ms A 77326)[10]
- 1973: Massimo Ranieri nell'album Album di famiglia (1900-1960) (CGD, 69034)[11]
- 1975: I Beans nel singolo a 45 giri Come pioveva/Io la conosco (CGD, CGD 3634)[12]